# Suguru Hino
Suguru Hino (japanisch 日野 優 Hino Suguru; * 29. Juli 1982 in der Präfektur Osaka) ist ein japanischer Fußballspieler.

## Karriere
Hino erlernte das Fußballspielen in der Jugendmannschaft von Gamba Osaka. Seinen ersten Vertrag unterschrieb er 2001 bei Gamba Osaka. Der Verein spielte in der höchsten Liga des Landes, der J1 League. Mit dem Verein wurde er 2005 japanischer Meister. Für den Verein absolvierte er vier Erstligaspiele. 2006 wechselte er zu FC Gifu. Am Ende der Saison 2008 stieg er mit dem FC Gifu in die J2 League auf. Für den Verein absolvierte er 72 Ligaspiele. 2009 wechselte er zum Ligakonkurrenten Tokushima Vortis. Für den Verein absolvierte er 15 Ligaspiele.

## Erfolge
Gamba Osaka
- J1 League

Meister: 2005
- J.League Cup

Finalist: 2005
- Kaiserpokal

Finalist: 2006